# Electric Touch
Electric Touch é o terceiro álbum de estúdio do cantor russo Sergey Lazarev.

## Faixas
Lista de faixas:
| N.º            | Título                  | Compositor(es)                   | Duração |  |
| 1.             | "Love in Our Hearts"    | Shane Lawlor , Christopher Leigh | 2:39    |  |
| 2.             | "Call My Name"          | Shane Lawlor , Christopher Leigh | 3:41    |  |
| 3.             | "Saved"                 | Shane Lawlor , Christopher Leigh | 3:22    |  |
| 4.             | "Lines"                 | Shane Lawlor , Christopher Leigh | 2:56    |  |
| 5.             | "Don't Be Afraid"       | Shane Lawlor , Christopher Leigh | 3:39    |  |
| 6.             | "Give Me a Sign"        | Shane Lawlor , Christopher Leigh | 3:03    |  |
| 7.             | "Dance"                 | Shane Lawlor , Christopher Leigh | 2:26    |  |
| 8.             | "Sonic Love"            | Shane Lawlor , Christopher Leigh | 3:21    |  |
| 9.             | "Breakdown"             | Shane Lawlor , Christopher Leigh | 2:37    |  |
| 10.            | "Who Put the Fire Out?" | Shane Lawlor , Christopher Leigh | 3:43    |  |
| Duração total: | Duração total:          | Duração total:                   | 31:27   |  |